# I liga 2007-2008
La I liga 2007-2008, nota anche come Orange Ekstraklasa 2007-2008 per ragioni di sponsorizzazione, fu l'82ª edizione della massima serie del campionato polacco di calcio, la 74ª edizione nel formato di campionato. La stagione iniziò il 27 luglio 2007 e si concluse il 10 maggio 2008. Il Wisła Cracovia vinse il campionato per l'undicesima volta nella sua storia. Capocannoniere del torneo fu Paweł Brożek, attaccante del Wisła Cracovia, con 28 reti realizzate.

## Stagione

### Novità
Dalla I liga 2006-2007 vennero retrocessi in II liga il Wisła Płock e il Pogoń Stettino. Inoltre, per il loro coinvolgimento nello scandalo corruzione scoppiato nel calcio polacco, l'Arka Gdynia venne retrocesso in II liga, mentre il Górnik Łęczna venne retrocesso in III liga. Di conseguenza, dalla II liga 2006-2007 vennero promosse le prime quattro classificate: il Ruch Chorzów, lo Jagiellonia, il Polonia Bytom e lo Zagłębie Sosnowiec.

### Formula
Le sedici squadre partecipanti si affrontavano in un girone all'italiana con partite di andata e ritorno, per un totale di 30 giornate. La squadra prima classificata era campione di Polonia e si qualificava per il secondo turno preliminare della UEFA Champions League 2008-2009, mentre la squadra classificata al secondo posto si qualificava per il primo turno della Coppa UEFA 2008-2009, assieme alla vincitrice della Coppa di Polonia. Un ulteriore posto venne assegnato per la partecipazione alla Coppa Intertoto 2008. Le ultime due classificate venivano retrocesse direttamente in I liga.

### Avvenimenti
Per il loro coinvolgimento nello scandalo corruzione scoppiato nel calcio polacco, il Widzew Łódź venne retrocesso in I liga indipendentemente dal piazzamento finale, mentre lo Zagłębie Sosnowiec venne retrocesso di una categoria, quindi, essendosi classificato all'ultimo posto, venne retrocesso direttamente in II liga. A campionato concluso vennero retrocessi d'ufficio in I liga anche lo Zagłębie Lubin e il Korona Kielce

## Squadre partecipanti
| Club               | Città                 | Stadio                                   | Stagione precedente |
| ------------------ | --------------------- | ---------------------------------------- | ------------------- |
| Dyskobolia         | Grodzisk Wielkopolski | Stadion Dyskobolii Grodzisk Wielkopolski | 5º posto in I liga  |
| GKS Bełchatów      | Bełchatów             | Stadion GKS Bełchatów                    | 2º posto in I liga  |
| Górnik Zabrze      | Zabrze                | Stadion im. Ernesta Pohla                | 14º posto in I liga |
| Jagiellonia        | Białystok             | Stadion Miejski                          | 2º posto in II liga |
| Korona Kielce      | Kielce                | Stadion Miejski                          | 7º posto in I liga  |
| KS Cracovia        | Cracovia              | Stadion Cracovii                         | 4º posto in I liga  |
| Lech Poznań        | Poznań                | Stadion Miejski                          | 6º posto in I liga  |
| Legia Varsavia     | Varsavia              | Stadio dell'esercito polacco             | 3º posto in I liga  |
| ŁKS                | Łódź                  | Stadion Miejski                          | 9º posto in I liga  |
| Odra               | Wodzisław Śląski      | Stadio MOSiR                             | 10º posto in I liga |
| Polonia Bytom      | Bytom                 | Stadion Edwarda Szymkowiaka              | 3º posto in II liga |
| Ruch Chorzów       | Chorzów               | Stadion Ruchu Chorzów                    | 1º posto in II liga |
| Widzew Łódź        | Łódź                  | Stadion im. Ludwika Sobolewskiego        | 12º posto in I liga |
| Wisła Cracovia     | Cracovia              | Stadion Miejski                          | 8º posto in I liga  |
| Zagłębie Lubin     | Lubin                 | Dialog Arena                             | Campione di Polonia |
| Zagłębie Sosnowiec | Sosnowiec             | Stadion Ludowy                           | 4º posto in II liga |

## Classifica finale
|  | Pos. | Squadra            | Pt | G  | V  | N  | P  | GF | GS | DR  |
|  | ---- | ------------------ | -- | -- | -- | -- | -- | -- | -- | --- |
|  | 1.   | Wisła Cracovia     | 77 | 30 | 24 | 5  | 1  | 68 | 18 | +50 |
|  | 2.   | Legia Varsavia     | 63 | 30 | 20 | 3  | 7  | 48 | 17 | +31 |
|  | 3.   | Dyskobolia         | 60 | 30 | 18 | 6  | 6  | 52 | 24 | +28 |
|  | 4.   | Lech Poznań        | 57 | 30 | 17 | 6  | 7  | 55 | 32 | +23 |
|  | 5.   | Zagłębie Lubin     | 52 | 30 | 15 | 7  | 8  | 43 | 30 | +13 |
|  | 6.   | Korona Kielce      | 51 | 30 | 15 | 6  | 9  | 38 | 32 | +6  |
|  | 7.   | KS Cracovia        | 39 | 30 | 11 | 6  | 13 | 30 | 32 | -2  |
|  | 8.   | Górnik Zabrze      | 39 | 30 | 11 | 6  | 13 | 34 | 39 | -5  |
|  | 9.   | GKS Bełchatów      | 38 | 30 | 9  | 11 | 10 | 26 | 32 | -6  |
|  | 10.  | Ruch Chorzów       | 34 | 30 | 8  | 10 | 12 | 35 | 41 | -6  |
|  | 11.  | ŁKS                | 30 | 30 | 7  | 9  | 14 | 25 | 31 | -6  |
|  | 12.  | Odra               | 29 | 30 | 8  | 5  | 17 | 28 | 47 | -19 |
|  | 13.  | Polonia Bytom      | 28 | 30 | 7  | 7  | 16 | 22 | 45 | -23 |
|  | 14.  | Jagiellonia        | 27 | 30 | 7  | 6  | 17 | 27 | 57 | -30 |
|  | 15.  | Widzew Łódź        | 26 | 30 | 5  | 11 | 14 | 27 | 42 | -15 |
|  | 16.  | Zagłębie Sosnowiec | 16 | 30 | 4  | 4  | 22 | 19 | 58 | -39 |

Legenda:
      Campione di Polonia e ammessa alla UEFA Champions League 2008-2009.
      Ammessa alla Coppa UEFA 2008-2009.
      Ammessa alla Coppa Intertoto 2008.
      Retrocessa in I liga 2008-2009.
      Retrocessa in II liga 2008-2009.
Note:
Tre punti a vittoria, uno a pareggio, zero a sconfitta.
Lo Zagłębie Lubin, il Korona Kielce e il Widzew Łódź sono stati retrocessi in I liga per il loro coinvolgimento nello scandalo corruzione del calcio polacco.
Lo Zagłębie Sosnowiec è stato retrocesso in II liga per il suo coinvolgimento nello scandalo corruzione del calcio polacco.
Il Dyskobolia si è successivamente fuso nel Polonia Varsavia, perdendo il diritto di partecipazione alla Coppa UEFA.

## Risultati
|                    | Wis  | Leg  | Dys  | LcP  | ZaL  | Kor  | KSC  | Gór  | GKS  | Ruc  | ŁKS  | Odr  | PoB  | Jag  | Wid  | ZaS  |
| ------------------ | ---- | ---- | ---- | ---- | ---- | ---- | ---- | ---- | ---- | ---- | ---- | ---- | ---- | ---- | ---- | ---- |
| Wisła Cracovia     | –––– | 1-0  | 3-0  | 4-2  | 2-1  | 4-0  | 2-1  | 2-0  | 2-0  | 2-0  | 5-2  | 0-0  | 5-0  | 5-0  | 1-0  | 4-0  |
| Legia Varsavia     | 2-1  | –––– | 1-0  | 0-1  | 3-0  | 2-0  | 1-0  | 2-0  | 4-1  | 2-0  | 2-1  | 0-1  | 3-1  | 0-0  | 3-1  | 5-0  |
| Dyskobolia         | 0-0  | 1-0  | –––– | 1-0  | 2-0  | 4-0  | 0-0  | 3-1  | 0-0  | 1-4  | 2-0  | 0-0  | 5-0  | 3-1  | 3-0  | 3-0  |
| Lech Poznań        | 1-2  | 1-0  | 2-1  | –––– | 0-0  | 1-0  | 3-1  | 4-1  | 1-1  | 6-2  | 1-2  | 2-0  | 1-0  | 6-1  | 1-0  | 4-2  |
| Zagłębie Lubin     | 0-1  | 0-2  | 1-2  | 1-1  | –––– | 1-0  | 3-1  | 1-1  | 1-0  | 2-1  | 2-1  | 3-0  | 0-0  | 5-2  | 2-1  | 2-1  |
| Korona Kielce      | 1-1  | 1-0  | 1-1  | 1-0  | 1-4  | –––– | 2-0  | 3-2  | 2-2  | 0-2  | 2-0  | 2-0  | 4-0  | 1-0  | 1-1  | 2-0  |
| KS Cracovia        | 1-2  | 0-2  | 3-1  | 3-2  | 1-2  | 1-1  | –––– | 3-0  | 0-2  | 1-0  | 0-0  | 3-0  | 1-1  | 2-0  | 1-0  | 1-0  |
| Górnik Zabrze      | 1-3  | 0-3  | 0-0  | 0-1  | 0-1  | 0-3  | 1-0  | –––– | 2-0  | 1-0  | 1-1  | 1-0  | 4-0  | 3-0  | 1-1  | 4-2  |
| GKS Bełchatów      | 0-0  | 2-2  | 0-4  | 0-3  | 0-1  | 2-0  | 1-1  | 0-0  | –––– | 2-0  | 1-0  | 3-1  | 0-3  | 2-0  | 3-1  | 2-0  |
| Ruch Chorzów       | 0-3  | 0-0  | 1-2  | 0-2  | 2-2  | 1-2  | 2-0  | 3-2  | 1-1  | –––– | 0-0  | 3-2  | 2-0  | 4-0  | 1-1  | 1-0  |
| ŁKS                | 0-1  | 0-1  | 1-2  | 1-2  | 2-1  | 0-1  | 0-0  | 0-1  | 2-0  | 1-1  | –––– | 0-1  | 0-0  | 0-0  | 2-0  | 3-0  |
| Odra               | 2-2  | 0-2  | 2-3  | 1-2  | 1-3  | 1-0  | 0-1  | 0-2  | 1-0  | 2-0  | 2-2  | –––– | 0-2  | 1-3  | 1-1  | 1-0  |
| Polonia Bytom      | 1-2  | 1-2  | 0-2  | 2-2  | 1-0  | 0-2  | 1-0  | 0-1  | 0-0  | 1-1  | 0-1  | 1-0  | –––– | 0-1  | 1-1  | 1-0  |
| Jagiellonia        | 1-2  | 1-2  | 1-3  | 4-2  | 0-0  | 0-0  | 0-2  | 1-1  | 0-1  | 1-1  | 1-0  | 2-3  | 2-1  | –––– | 2-1  | 2-1  |
| Widzew Łódź        | 1-3  | 0-1  | 1-0  | 1-1  | 1-1  | 0-2  | 2-0  | 2-1  | 0-0  | 2-2  | 0-0  | 4-3  | 2-4  | 2-0  | –––– | 0-1  |
| Zagłębie Sosnowiec | 1-3  | 2-1  | 1-3  | 0-0  | 0-3  | 2-3  | 1-2  | 0-2  | 0-0  | 0-0  | 1-3  | 0-2  | 1-0  | 3-1  | 0-0  | –––– |

## Statistiche

### Classifica Marcatori
Fonte: 90minut.pl
| Gol |  |  | Giocatore         | Squadra        |
| --- |  |  | ----------------- | -------------- |
| 23  |  |  | Paweł Brożek      | Wisła Cracovia |
| 16  |  |  | Adrian Sikora     | Dyskobolia     |
| 16  |  |  | Marek Zieńczuk    | Wisła Cracovia |
| 15  |  |  | Takesure Chinyama | Legia Varsavia |
| 12  |  |  | Hernán Rengifo    | Lech Poznań    |
| 11  |  |  | Dawid Jarka       | Górnik Zabrze  |